# Georg Tillæus
Georg Tillaeus, född 20 november 1705 i Västerås, död 21 april 1782 i Simtuna socken, var en svensk präst och riksdagsman. 

## Biografi

### Utbildning
Tillaeus föddes som son till domprosten Petrus Tillæus. Han utbildades från 1720 av en privatlärare i Uppsala och promoverades till magister den 19 juni 1731, sedan han disputerat för Olof Celsius och Eric Alstrin.

### Karriär
År 1734 förordnades han som präst i Stockholm av biskop Andreas Kallsenius, och samtidigt som vice pastor vid Västerås domkyrkoförsamling. Han blev 1736 huspredikant hos riksrådet och greven Arvid Horn, en tjänst som han uppbar till 1739. 
I januari 1738 blev han hovpredikant hos drottning Ulrica Eleonora och 15 november 1740 utnämndes han till medlem av Hovkonsistoriet. 13 maj 1746 blev han ordinarie hovpredikant. År 1749 sökte han kyrkoherdebefattningen i Maria Magdalena församling, men fick den inte. Året efter sökte han och utnämndes till kyrkoherde i Simtuna och Altuna församlingar. Han utnämndes till kontraktsprost i dessa församlingar 10 maj 1777 och upprätthöll detta ämbete till sin död.

## Giftermål
Tillaeus var först gift med Brita Tyreson till hennes död 1742. Han gifte sig 1743 med Sara Cornelia von Muyden, dotter till Johan Cornelius von Muyden.